# ميت الشيخ
ميت الشيخ إحدى قرى مركز قطور التابع لمحافظة الغربية بجمهورية مصر العربية.

## التاريخ
ميت الشيخ هي قرية قديمة اسمها القديم منية الشاميين وذكرت أيضا باسم منية الشيخ وذكرت باسمها الحالي في تاريخ 1228هـ/1813م الذي عدّ قرى مصر بعد المسح الذي قام به محمد علي باشا. ذكرت القرية ضمن قرى مركز سمنود في تعداد 1882، ثم نقلت إداراتها إلى مركز كفر الشيخ في عام 1935 وذكرت من قراه في تعددات أعوام 1897 و1907 و1927 ثم عادت إلى مركز المحلة الكبرى في سنة 1935 لقربها منه، ثم ضمت إلى مركز قطور منذ إنشائها في عام 1947 ووردت ضمن قراه في تعداد 1960.

## السكان
بلغ عدد سكان ميت الشيخ 10,102 نسمة حسب تقدير عام 2018.
| السنة  | 1882 | 1897 | 1907 | 1927 | 1947 | 1960 | 1976 | 1986 | 1996 | 2006  | 2018   |
| ------ | ---- | ---- | ---- | ---- | ---- | ---- | ---- | ---- | ---- | ----- | ------ |
| القرية | 415  | 903  | 1280 | 1553 | 2695 | 3708 | 4689 | 6467 | 7912 | 9,343 | 10,102 |